# Бікарбонатна буферна система
Бікарбона́тна бу́ферна систе́ма — буферна система, що складається із карбонатної кислоти (H2CO3) як донора протонів (H+) і бікарбонату (HCO–
3) як їх акцептора. Бікарбонатна буферна система відіграє роль у підтриманні сталості pH рідин організму тварин, зокрема, вона є найважливішою буферною системою крові, тканинної рідини і лімфи, також потрібна для забуферення внутрішньоклітинної рідини.

## Механізм дії
Бікарбонатна система дещо складніша за інші буферні системи, що складаються із пари слабка кислота/спряжена основа (див. теорію Брьонстеда—Лоурі), оскільки один із її компонентів — карбонатна кислота — утворюється в оборотній реакції із вуглекислого газу, розчиненого в плазмі крові. А концентрація останнього у свою чергу залежить від парціального тиску CO2 у газовій фазі, з якою кров контактує, тобто в альвеолярному повітрі. Таким чином, pH бікарбонатної буферної системи залежить від трьох рівноважних процесів:
1. Дисоціації карбонатної кислоти:
{\displaystyle \mathrm {H_{2}CO_{3}\rightleftarrows H^{+}+HCO_{3}^{-}} };
{\displaystyle K_{1}=\mathrm {\frac {[H^{+}][HCO_{3}^{-}]}{[H_{2}CO_{3}]}} };
2. Утворення карбонатної кислоти із води і розчиненого вуглекислого газу CO2(d):
{\displaystyle \mathrm {CO_{2}(d)+H_{2}O\rightleftarrows H_{2}CO_{3}} };
{\displaystyle K_{2}=\mathrm {\frac {[H_{2}CO_{3}]}{[CO_{2}(d)][H_{2}O]}} };
3. Розчинення вуглекислого газу із газової фази CO2(g) в плазмі крові:
{\displaystyle \mathrm {CO_{2}(g)\rightleftarrows CO_{2}(d)} }
{\displaystyle K_{3}=\mathrm {\frac {[CO_{2}(d)]}{[CO_{2}(g)]}} }

Коли концентрація іонів H+ у крові збільшується, наприклад, внаслідок виділення молочної кислоти м'язами, рівновага рівняння 1 зміщується в сторону утворення карбонатної кислоти, це у свою чергу призводить до підвищення вмісту розчиненого вуглекислого газу (рівняння 2) і, зрештою, до збільшення парціального тиску CO2 у легенях (рівняння 3). Зайвий оксид карбону видихається. Коли pH крові підвищується, наприклад, внаслідок утворення NH3 під час катаболізму білків, відбувається зворотний процес: більше карбонатної кислоти дисоціює до бікарбонату, і, відповідно, більше вуглекислого газу розчиняється у плазмі.
Частота і глибина дихання регулюється центром у стовбурі головного мозку, який отримує інформацію про концентрацію вуглекислого газу в крові і її кислотність. Зниження pH і збільшення парціального тиску p(CO2) стимулює прискорення газообміну в легенях.

## Обчислення pH
Зона буферування для пари слабка кислота/спряжена основа, тобто діапазон pH, у якому така буферна система може ефективно працювати, обраховується як pKa±1. Негативний логарифм константи кислотної дисоціації для карбонатної кислоти pKa = 3,57 при температурі 37 °C. Отже, за фізіологічних умов концентрація H2CO3 (приблизно 1 мМ) суттєво нижча, ніж концентрація HCO–
3 (24—25 мМ), тому така система мала би бути дуже ефективною у запобіганні зниженню pH, але при виділенні у кров лужних речовин її буферна ємність повинна швидко вичерпуватись. Проте, оскільки кров постійно контактує із великою резервною ємністю вуглекислого газу в повітрі легень, бікарбонатна система може ефективно протистояти і збільшенню pH. Реальне спостережуване значення pKa у фізіологічних умовах для неї становить 6,1. У клінічній медицині для обчислення pH плазми, виходячи із концентрації розчиненого вуглекислого газу, використовують таку модифікацію рівняння Гендерсона-Гассельбаха:
{\displaystyle \mathrm {pH} =6,1+\log \left({\frac {[\mathrm {HCO_{3}^{-}} ]}{0,23\times p(\mathrm {CO_{2}} )}}\right)},
де p(CO2) виражається у кілопаскалях (типово від 4,6 до 6,7 кПа), а коефіцієнт 0,23 відображає розчинність вуглекислого газу у воді (див. закон Генрі).

## У культуральних середовищах
Бікарбонатна буферна система широко використовується у середовищах для культивування еукаріотичних клітин, наприклад DMEM і RPMI-1640. На відміну від органічних буферних агентів, таких як MOPS і HEPES, бікарбонат не є токсичним і більшість клітин потребують його для росту, не в залежності від його ролі у підтриманні сталого pH.
Крім самого бікарбонату, який додається у середовища у вигляді натрієвої солі, бікарбонатна буферна система для ефективного функціонування потребує достатньої концентрації вуглекислого газу. Хоч він і виділяється живими клітинами, цієї кількості замало, щоб підтримувати необхідне значення pH. Через це клітини культивують у CO2-інкубаторах із концентрацією вуглекислого газу 5—10%. Якщо середовище, в якому використовується бікарбонатна буферна система, тривалий час контактує із звичайним повітрям (концентрація CO2 0,04%) його pH поступово зростає.